# 林生香茶菜
林生香茶菜（学名：Isodon silvaticus）为唇形科香茶菜属下的一个种。